# Johannes Zukertort
 (avril 2008).
Si vous disposez d'ouvrages ou d'articles de référence ou si vous connaissez des sites web de qualité traitant du thème abordé ici, merci de compléter l'article en donnant les références utiles à sa vérifiabilité et en les liant à la section « Notes et références ».
Johannes Hermann Zukertort, né le 7 septembre 1842 à Lublin et décédé le 20 juin 1888 à Londres, est un joueur d'échecs polonais. Il disputa et perdit le premier championnat du monde d'échecs en 1886.

## Biographie et carrière
Johannes Zukertort, qui devint tout d'abord docteur en médecine, était un pianiste de grand talent et parlait couramment une dizaine de langues. Extrêmement cultivé, il fit ses études au fameux lycée Sainte-Marie-Madeleine de Breslau, puis devint pensionnaire de l’université de Breslau quand il apprit à jouer aux échecs à l'âge de vingt ans ; dès lors plus rien d'autre n'exista pour lui.
Zukertort a été rédacteur en chef de l’un des principaux journaux de Silésie, a écrit plusieurs ouvrages sur la philosophie, la théologie et la musique. Il a combattu dans trois guerres et a reçu neuf ordres de bravoure. Pendant la Guerre franco-prussienne de 1870, il servit comme officier dans un régiment d'infanterie, où il avait la réputation de loger une balle de pistolet dans un as de jeu de cartes à quinze pas ! Il fut d'ailleurs décoré pour avoir été le seul officier survivant de son régiment lors de la célèbre bataille de Gravelotte en Lorraine.
Revenu à la vie civile, Zukertort fit la connaissance d'Adolf Anderssen qui lui prodigua ses leçons, et ses progrès furent fulgurants.  Ayant vaincu son maître, il commença par remporter des tournois puis, beaucoup trop confiant, il lança un défi à Wilhelm Steinitz qui le mit en déroute (Londres - 1872 / -7 +1 =4).
Nullement démoralisé, Zukertort continua sa vie de bohème des échecs en changeant plusieurs fois de nationalité et en collectionnant les victoires en tournois européens : Cologne 1877, Paris 1878, Londres 1883 et Londres 1887. En 1878, il obtint la nationalité britannique. Il affronta aussi en matches quelques grands joueurs d'Europe qu'il battit tous. Convaincu qu'il pouvait enfin rencontrer et vaincre Steinitz, devenu son ennemi juré, il renouvela son défi en 1886.
Le match au sommet, considéré comme le premier championnat du monde officiel des échecs, se déroula aux États-Unis et Zukertort fut bien près de réaliser le rêve de toute sa vie. Mais alors qu'il menait le match, Steinitz réussit à le rejoindre petit-à-petit, puis le battit cruellement dans les deux dernières parties. Zukertort, semble-t-il, ne se releva pas de cette défaite cuisante (5+ 10- 5=) ; il mourut deux ans plus tard, ayant complètement changé, donnant l'image d'un homme défait, au moral brisé.

## Membre de la Société d'échecs de Berlin
Johannes Zukertort fréquente la Société des échecs de Berlin où il se mesure aux plus grands joueurs allemands.

## Palmarès

### 1864–1878
| Année | Vainqueur | Deuxième ou troisième |
| ----- | --- | --- |
| 1864  | | (Breslau) Match contre Anderssen : 3,5–5,5 (+3 –5 =1) |
| 1865  | (Breslau) Matchs contre Anderssen : 15–8 (+13 –6 =4) et 10–4 (+9 –3 =2)                                                                                   | |
| 1866  | (Breslau) Match contre Anderssen : 2,5–1,5 (+2 –1 =1) | (Breslau) Match contre Knorre : +7 –6 |
| 1868  | | (Berlin) Match contre Anderssen : 3,5–8,5 (+3 –8 =1)Aix-la-Chapelle (3e-4e) : +2 –2 =1 (7e congrès allemand de l'ouest) (victoire de Anderssen devant Lange et Paulsen) |
| 1869  | | Hambourg (3e-5e) : +2 –3 =1 (2e congrès allemand du nord) (victoire de Anderssen devant Paulsen, Minckwitz et Schallopp)Barmen (3e-4e) : +3 –3 =1 (8e congrès allemand de l'ouest) (victoire de Anderssen devant Minckwitz et Schallopp) Départage contre Minckwitz : 0–1         |
| 1871  | (Berlin) Match contre Anderssen : +5 –2 | |
| 1872  | | Londres (3e-5e) : +4 –3 =2 (2e congrès britannique) (victoire de Steinitz devant Blackburne, MacDonnell et De Vere)(Londres) Match contre Steinitz : 3–9 (+1 –7 =4)Tournoi à handicap de Londres (demi-finaliste) : victoires sur Baxter et Steinitz ; défaite contre John Wisker |
| 1874  | (Londres) Match contre De Vere : +2 –1 | |
| 1875  | (Londres) Match contre Potter : 8–6 (+4 –2 =8) | |
| 1876  | | Londres (2e après Blackburne) : 7 / 10 (+5 –1 =4)(Londres) Match contre Blackburne : +1 –2 |
| 1877  | Cologne : 2,5 / 4 (+2 –1 =1) (11e congrès allemand de l'ouest)                                                                                            | Leipzig (2e-3e après Paulsen) : 8,5 / 11 (+8 –2 =1) Départage contre Anderssen : 0–1 |
| 1878  | Tournoi de Paris : 16,5 / 22 (+14 –3 =5) (ex æquo avec Winawer) Match de départage contre Winawer : 3–1 (+2 –0 =2)(Chislehurst) Match contre Owen : +8 –3 | |

### Années 1880
| Année | Vainqueur                                                                                         | Deuxième à quatorzième |
| ----- | ------------------------------------------------------------------------------------------------- | --- |
| 1880  | (Londres) Match contre Rosenthal : 12,5–6,5 (+7 –1 =11)                                           | |
| 1881  | (Londres) Match contre Blackburne : 9,5–4,5 (+7 –2 =5)                                            | Berlin (2e après Blackburne) : 11 / 16 (+9 –3 =4) |
| 1882  |                                                                                                   | Vienne (4e-5e) : 22,5 / 34 (+19 —8 =7) (victoire de Steinitz et Winawer devant Mason et Mackenzie) |
| 1883  | Tournoi de Londres : 22 / 26 (22 –4 =7)(Saint Louis) Match contre Max Judd : 4–1 (+3 =2)          | |
| 1884  | (Baltimore) Match contre Sellman : +2 –1(Philadelphie) Match contre Martinez : 9,5–3,5 (+9 –3 =1) | |
| 1886  |                                                                                                   | (New York - Saint-Louis - Nouvelle Orléans) Championnat du monde contre Steinitz : 7,5–12,5 (+5 –10 =5)Nottingham (3e-4e) : 6 / 9 (+5 –2 =2) (victoire de Burn devant Schallopp et Gunsberg)                                                                                  |
| 1887  | Londres (tournoi à handicap)                                                                      | Francfort (14e-16e) : 8,5 / 20 (+6 –9 =5) (5e congrès allemand) (victoire de Mackenzie devant Blackburne et Weiss)Londres (4e) : 6 / 9 (+5 –2 =2) (3e congrès britannique) (victoire de Burn et Gunsberg devant Blackburne)(Londres) Match contre Blackburne : 5–9 (+1 –5 =8) |
| 1888  |                                                                                                   | Londres (7e-8e) : 10,5 / 17 (victoire de Gunsberg devant Mason et Bird) |

## Une partie remarquable
|   | a | b | c | d | e | f | g | h |   |
| 8 | Tour noire sur case blanche c8 · Roi noir sur case noire h8 · Pion noir sur case noire a7 · Fou noir sur case blanche b7 · Dame noire sur case noire e7 · Pion blanc sur case blanche h7 · Pion noir sur case noire b6 · Pion blanc sur case blanche d5 · Pion noir sur case noire e5 · Pion noir sur case blanche e4 · Pion blanc sur case blanche b3 · Tour blanche sur case noire e3 · Pion blanc sur case blanche a2 · Fou blanc sur case noire b2 · Tour noire sur case blanche c2 · Dame blanche sur case noire d2 · Pion blanc sur case blanche g2 · Pion blanc sur case noire h2 · Tour blanche sur case blanche f1 · Roi blanc sur case noire g1 | Tour noire sur case blanche c8 · Roi noir sur case noire h8 · Pion noir sur case noire a7 · Fou noir sur case blanche b7 · Dame noire sur case noire e7 · Pion blanc sur case blanche h7 · Pion noir sur case noire b6 · Pion blanc sur case blanche d5 · Pion noir sur case noire e5 · Pion noir sur case blanche e4 · Pion blanc sur case blanche b3 · Tour blanche sur case noire e3 · Pion blanc sur case blanche a2 · Fou blanc sur case noire b2 · Tour noire sur case blanche c2 · Dame blanche sur case noire d2 · Pion blanc sur case blanche g2 · Pion blanc sur case noire h2 · Tour blanche sur case blanche f1 · Roi blanc sur case noire g1 | Tour noire sur case blanche c8 · Roi noir sur case noire h8 · Pion noir sur case noire a7 · Fou noir sur case blanche b7 · Dame noire sur case noire e7 · Pion blanc sur case blanche h7 · Pion noir sur case noire b6 · Pion blanc sur case blanche d5 · Pion noir sur case noire e5 · Pion noir sur case blanche e4 · Pion blanc sur case blanche b3 · Tour blanche sur case noire e3 · Pion blanc sur case blanche a2 · Fou blanc sur case noire b2 · Tour noire sur case blanche c2 · Dame blanche sur case noire d2 · Pion blanc sur case blanche g2 · Pion blanc sur case noire h2 · Tour blanche sur case blanche f1 · Roi blanc sur case noire g1 | Tour noire sur case blanche c8 · Roi noir sur case noire h8 · Pion noir sur case noire a7 · Fou noir sur case blanche b7 · Dame noire sur case noire e7 · Pion blanc sur case blanche h7 · Pion noir sur case noire b6 · Pion blanc sur case blanche d5 · Pion noir sur case noire e5 · Pion noir sur case blanche e4 · Pion blanc sur case blanche b3 · Tour blanche sur case noire e3 · Pion blanc sur case blanche a2 · Fou blanc sur case noire b2 · Tour noire sur case blanche c2 · Dame blanche sur case noire d2 · Pion blanc sur case blanche g2 · Pion blanc sur case noire h2 · Tour blanche sur case blanche f1 · Roi blanc sur case noire g1 | Tour noire sur case blanche c8 · Roi noir sur case noire h8 · Pion noir sur case noire a7 · Fou noir sur case blanche b7 · Dame noire sur case noire e7 · Pion blanc sur case blanche h7 · Pion noir sur case noire b6 · Pion blanc sur case blanche d5 · Pion noir sur case noire e5 · Pion noir sur case blanche e4 · Pion blanc sur case blanche b3 · Tour blanche sur case noire e3 · Pion blanc sur case blanche a2 · Fou blanc sur case noire b2 · Tour noire sur case blanche c2 · Dame blanche sur case noire d2 · Pion blanc sur case blanche g2 · Pion blanc sur case noire h2 · Tour blanche sur case blanche f1 · Roi blanc sur case noire g1 | Tour noire sur case blanche c8 · Roi noir sur case noire h8 · Pion noir sur case noire a7 · Fou noir sur case blanche b7 · Dame noire sur case noire e7 · Pion blanc sur case blanche h7 · Pion noir sur case noire b6 · Pion blanc sur case blanche d5 · Pion noir sur case noire e5 · Pion noir sur case blanche e4 · Pion blanc sur case blanche b3 · Tour blanche sur case noire e3 · Pion blanc sur case blanche a2 · Fou blanc sur case noire b2 · Tour noire sur case blanche c2 · Dame blanche sur case noire d2 · Pion blanc sur case blanche g2 · Pion blanc sur case noire h2 · Tour blanche sur case blanche f1 · Roi blanc sur case noire g1 | Tour noire sur case blanche c8 · Roi noir sur case noire h8 · Pion noir sur case noire a7 · Fou noir sur case blanche b7 · Dame noire sur case noire e7 · Pion blanc sur case blanche h7 · Pion noir sur case noire b6 · Pion blanc sur case blanche d5 · Pion noir sur case noire e5 · Pion noir sur case blanche e4 · Pion blanc sur case blanche b3 · Tour blanche sur case noire e3 · Pion blanc sur case blanche a2 · Fou blanc sur case noire b2 · Tour noire sur case blanche c2 · Dame blanche sur case noire d2 · Pion blanc sur case blanche g2 · Pion blanc sur case noire h2 · Tour blanche sur case blanche f1 · Roi blanc sur case noire g1 | Tour noire sur case blanche c8 · Roi noir sur case noire h8 · Pion noir sur case noire a7 · Fou noir sur case blanche b7 · Dame noire sur case noire e7 · Pion blanc sur case blanche h7 · Pion noir sur case noire b6 · Pion blanc sur case blanche d5 · Pion noir sur case noire e5 · Pion noir sur case blanche e4 · Pion blanc sur case blanche b3 · Tour blanche sur case noire e3 · Pion blanc sur case blanche a2 · Fou blanc sur case noire b2 · Tour noire sur case blanche c2 · Dame blanche sur case noire d2 · Pion blanc sur case blanche g2 · Pion blanc sur case noire h2 · Tour blanche sur case blanche f1 · Roi blanc sur case noire g1 | 8 |
| 7 | Tour noire sur case blanche c8 · Roi noir sur case noire h8 · Pion noir sur case noire a7 · Fou noir sur case blanche b7 · Dame noire sur case noire e7 · Pion blanc sur case blanche h7 · Pion noir sur case noire b6 · Pion blanc sur case blanche d5 · Pion noir sur case noire e5 · Pion noir sur case blanche e4 · Pion blanc sur case blanche b3 · Tour blanche sur case noire e3 · Pion blanc sur case blanche a2 · Fou blanc sur case noire b2 · Tour noire sur case blanche c2 · Dame blanche sur case noire d2 · Pion blanc sur case blanche g2 · Pion blanc sur case noire h2 · Tour blanche sur case blanche f1 · Roi blanc sur case noire g1 | Tour noire sur case blanche c8 · Roi noir sur case noire h8 · Pion noir sur case noire a7 · Fou noir sur case blanche b7 · Dame noire sur case noire e7 · Pion blanc sur case blanche h7 · Pion noir sur case noire b6 · Pion blanc sur case blanche d5 · Pion noir sur case noire e5 · Pion noir sur case blanche e4 · Pion blanc sur case blanche b3 · Tour blanche sur case noire e3 · Pion blanc sur case blanche a2 · Fou blanc sur case noire b2 · Tour noire sur case blanche c2 · Dame blanche sur case noire d2 · Pion blanc sur case blanche g2 · Pion blanc sur case noire h2 · Tour blanche sur case blanche f1 · Roi blanc sur case noire g1 | Tour noire sur case blanche c8 · Roi noir sur case noire h8 · Pion noir sur case noire a7 · Fou noir sur case blanche b7 · Dame noire sur case noire e7 · Pion blanc sur case blanche h7 · Pion noir sur case noire b6 · Pion blanc sur case blanche d5 · Pion noir sur case noire e5 · Pion noir sur case blanche e4 · Pion blanc sur case blanche b3 · Tour blanche sur case noire e3 · Pion blanc sur case blanche a2 · Fou blanc sur case noire b2 · Tour noire sur case blanche c2 · Dame blanche sur case noire d2 · Pion blanc sur case blanche g2 · Pion blanc sur case noire h2 · Tour blanche sur case blanche f1 · Roi blanc sur case noire g1 | Tour noire sur case blanche c8 · Roi noir sur case noire h8 · Pion noir sur case noire a7 · Fou noir sur case blanche b7 · Dame noire sur case noire e7 · Pion blanc sur case blanche h7 · Pion noir sur case noire b6 · Pion blanc sur case blanche d5 · Pion noir sur case noire e5 · Pion noir sur case blanche e4 · Pion blanc sur case blanche b3 · Tour blanche sur case noire e3 · Pion blanc sur case blanche a2 · Fou blanc sur case noire b2 · Tour noire sur case blanche c2 · Dame blanche sur case noire d2 · Pion blanc sur case blanche g2 · Pion blanc sur case noire h2 · Tour blanche sur case blanche f1 · Roi blanc sur case noire g1 | Tour noire sur case blanche c8 · Roi noir sur case noire h8 · Pion noir sur case noire a7 · Fou noir sur case blanche b7 · Dame noire sur case noire e7 · Pion blanc sur case blanche h7 · Pion noir sur case noire b6 · Pion blanc sur case blanche d5 · Pion noir sur case noire e5 · Pion noir sur case blanche e4 · Pion blanc sur case blanche b3 · Tour blanche sur case noire e3 · Pion blanc sur case blanche a2 · Fou blanc sur case noire b2 · Tour noire sur case blanche c2 · Dame blanche sur case noire d2 · Pion blanc sur case blanche g2 · Pion blanc sur case noire h2 · Tour blanche sur case blanche f1 · Roi blanc sur case noire g1 | Tour noire sur case blanche c8 · Roi noir sur case noire h8 · Pion noir sur case noire a7 · Fou noir sur case blanche b7 · Dame noire sur case noire e7 · Pion blanc sur case blanche h7 · Pion noir sur case noire b6 · Pion blanc sur case blanche d5 · Pion noir sur case noire e5 · Pion noir sur case blanche e4 · Pion blanc sur case blanche b3 · Tour blanche sur case noire e3 · Pion blanc sur case blanche a2 · Fou blanc sur case noire b2 · Tour noire sur case blanche c2 · Dame blanche sur case noire d2 · Pion blanc sur case blanche g2 · Pion blanc sur case noire h2 · Tour blanche sur case blanche f1 · Roi blanc sur case noire g1 | Tour noire sur case blanche c8 · Roi noir sur case noire h8 · Pion noir sur case noire a7 · Fou noir sur case blanche b7 · Dame noire sur case noire e7 · Pion blanc sur case blanche h7 · Pion noir sur case noire b6 · Pion blanc sur case blanche d5 · Pion noir sur case noire e5 · Pion noir sur case blanche e4 · Pion blanc sur case blanche b3 · Tour blanche sur case noire e3 · Pion blanc sur case blanche a2 · Fou blanc sur case noire b2 · Tour noire sur case blanche c2 · Dame blanche sur case noire d2 · Pion blanc sur case blanche g2 · Pion blanc sur case noire h2 · Tour blanche sur case blanche f1 · Roi blanc sur case noire g1 | Tour noire sur case blanche c8 · Roi noir sur case noire h8 · Pion noir sur case noire a7 · Fou noir sur case blanche b7 · Dame noire sur case noire e7 · Pion blanc sur case blanche h7 · Pion noir sur case noire b6 · Pion blanc sur case blanche d5 · Pion noir sur case noire e5 · Pion noir sur case blanche e4 · Pion blanc sur case blanche b3 · Tour blanche sur case noire e3 · Pion blanc sur case blanche a2 · Fou blanc sur case noire b2 · Tour noire sur case blanche c2 · Dame blanche sur case noire d2 · Pion blanc sur case blanche g2 · Pion blanc sur case noire h2 · Tour blanche sur case blanche f1 · Roi blanc sur case noire g1 | 7 |
| 6 | Tour noire sur case blanche c8 · Roi noir sur case noire h8 · Pion noir sur case noire a7 · Fou noir sur case blanche b7 · Dame noire sur case noire e7 · Pion blanc sur case blanche h7 · Pion noir sur case noire b6 · Pion blanc sur case blanche d5 · Pion noir sur case noire e5 · Pion noir sur case blanche e4 · Pion blanc sur case blanche b3 · Tour blanche sur case noire e3 · Pion blanc sur case blanche a2 · Fou blanc sur case noire b2 · Tour noire sur case blanche c2 · Dame blanche sur case noire d2 · Pion blanc sur case blanche g2 · Pion blanc sur case noire h2 · Tour blanche sur case blanche f1 · Roi blanc sur case noire g1 | Tour noire sur case blanche c8 · Roi noir sur case noire h8 · Pion noir sur case noire a7 · Fou noir sur case blanche b7 · Dame noire sur case noire e7 · Pion blanc sur case blanche h7 · Pion noir sur case noire b6 · Pion blanc sur case blanche d5 · Pion noir sur case noire e5 · Pion noir sur case blanche e4 · Pion blanc sur case blanche b3 · Tour blanche sur case noire e3 · Pion blanc sur case blanche a2 · Fou blanc sur case noire b2 · Tour noire sur case blanche c2 · Dame blanche sur case noire d2 · Pion blanc sur case blanche g2 · Pion blanc sur case noire h2 · Tour blanche sur case blanche f1 · Roi blanc sur case noire g1 | Tour noire sur case blanche c8 · Roi noir sur case noire h8 · Pion noir sur case noire a7 · Fou noir sur case blanche b7 · Dame noire sur case noire e7 · Pion blanc sur case blanche h7 · Pion noir sur case noire b6 · Pion blanc sur case blanche d5 · Pion noir sur case noire e5 · Pion noir sur case blanche e4 · Pion blanc sur case blanche b3 · Tour blanche sur case noire e3 · Pion blanc sur case blanche a2 · Fou blanc sur case noire b2 · Tour noire sur case blanche c2 · Dame blanche sur case noire d2 · Pion blanc sur case blanche g2 · Pion blanc sur case noire h2 · Tour blanche sur case blanche f1 · Roi blanc sur case noire g1 | Tour noire sur case blanche c8 · Roi noir sur case noire h8 · Pion noir sur case noire a7 · Fou noir sur case blanche b7 · Dame noire sur case noire e7 · Pion blanc sur case blanche h7 · Pion noir sur case noire b6 · Pion blanc sur case blanche d5 · Pion noir sur case noire e5 · Pion noir sur case blanche e4 · Pion blanc sur case blanche b3 · Tour blanche sur case noire e3 · Pion blanc sur case blanche a2 · Fou blanc sur case noire b2 · Tour noire sur case blanche c2 · Dame blanche sur case noire d2 · Pion blanc sur case blanche g2 · Pion blanc sur case noire h2 · Tour blanche sur case blanche f1 · Roi blanc sur case noire g1 | Tour noire sur case blanche c8 · Roi noir sur case noire h8 · Pion noir sur case noire a7 · Fou noir sur case blanche b7 · Dame noire sur case noire e7 · Pion blanc sur case blanche h7 · Pion noir sur case noire b6 · Pion blanc sur case blanche d5 · Pion noir sur case noire e5 · Pion noir sur case blanche e4 · Pion blanc sur case blanche b3 · Tour blanche sur case noire e3 · Pion blanc sur case blanche a2 · Fou blanc sur case noire b2 · Tour noire sur case blanche c2 · Dame blanche sur case noire d2 · Pion blanc sur case blanche g2 · Pion blanc sur case noire h2 · Tour blanche sur case blanche f1 · Roi blanc sur case noire g1 | Tour noire sur case blanche c8 · Roi noir sur case noire h8 · Pion noir sur case noire a7 · Fou noir sur case blanche b7 · Dame noire sur case noire e7 · Pion blanc sur case blanche h7 · Pion noir sur case noire b6 · Pion blanc sur case blanche d5 · Pion noir sur case noire e5 · Pion noir sur case blanche e4 · Pion blanc sur case blanche b3 · Tour blanche sur case noire e3 · Pion blanc sur case blanche a2 · Fou blanc sur case noire b2 · Tour noire sur case blanche c2 · Dame blanche sur case noire d2 · Pion blanc sur case blanche g2 · Pion blanc sur case noire h2 · Tour blanche sur case blanche f1 · Roi blanc sur case noire g1 | Tour noire sur case blanche c8 · Roi noir sur case noire h8 · Pion noir sur case noire a7 · Fou noir sur case blanche b7 · Dame noire sur case noire e7 · Pion blanc sur case blanche h7 · Pion noir sur case noire b6 · Pion blanc sur case blanche d5 · Pion noir sur case noire e5 · Pion noir sur case blanche e4 · Pion blanc sur case blanche b3 · Tour blanche sur case noire e3 · Pion blanc sur case blanche a2 · Fou blanc sur case noire b2 · Tour noire sur case blanche c2 · Dame blanche sur case noire d2 · Pion blanc sur case blanche g2 · Pion blanc sur case noire h2 · Tour blanche sur case blanche f1 · Roi blanc sur case noire g1 | Tour noire sur case blanche c8 · Roi noir sur case noire h8 · Pion noir sur case noire a7 · Fou noir sur case blanche b7 · Dame noire sur case noire e7 · Pion blanc sur case blanche h7 · Pion noir sur case noire b6 · Pion blanc sur case blanche d5 · Pion noir sur case noire e5 · Pion noir sur case blanche e4 · Pion blanc sur case blanche b3 · Tour blanche sur case noire e3 · Pion blanc sur case blanche a2 · Fou blanc sur case noire b2 · Tour noire sur case blanche c2 · Dame blanche sur case noire d2 · Pion blanc sur case blanche g2 · Pion blanc sur case noire h2 · Tour blanche sur case blanche f1 · Roi blanc sur case noire g1 | 6 |
| 5 | Tour noire sur case blanche c8 · Roi noir sur case noire h8 · Pion noir sur case noire a7 · Fou noir sur case blanche b7 · Dame noire sur case noire e7 · Pion blanc sur case blanche h7 · Pion noir sur case noire b6 · Pion blanc sur case blanche d5 · Pion noir sur case noire e5 · Pion noir sur case blanche e4 · Pion blanc sur case blanche b3 · Tour blanche sur case noire e3 · Pion blanc sur case blanche a2 · Fou blanc sur case noire b2 · Tour noire sur case blanche c2 · Dame blanche sur case noire d2 · Pion blanc sur case blanche g2 · Pion blanc sur case noire h2 · Tour blanche sur case blanche f1 · Roi blanc sur case noire g1 | Tour noire sur case blanche c8 · Roi noir sur case noire h8 · Pion noir sur case noire a7 · Fou noir sur case blanche b7 · Dame noire sur case noire e7 · Pion blanc sur case blanche h7 · Pion noir sur case noire b6 · Pion blanc sur case blanche d5 · Pion noir sur case noire e5 · Pion noir sur case blanche e4 · Pion blanc sur case blanche b3 · Tour blanche sur case noire e3 · Pion blanc sur case blanche a2 · Fou blanc sur case noire b2 · Tour noire sur case blanche c2 · Dame blanche sur case noire d2 · Pion blanc sur case blanche g2 · Pion blanc sur case noire h2 · Tour blanche sur case blanche f1 · Roi blanc sur case noire g1 | Tour noire sur case blanche c8 · Roi noir sur case noire h8 · Pion noir sur case noire a7 · Fou noir sur case blanche b7 · Dame noire sur case noire e7 · Pion blanc sur case blanche h7 · Pion noir sur case noire b6 · Pion blanc sur case blanche d5 · Pion noir sur case noire e5 · Pion noir sur case blanche e4 · Pion blanc sur case blanche b3 · Tour blanche sur case noire e3 · Pion blanc sur case blanche a2 · Fou blanc sur case noire b2 · Tour noire sur case blanche c2 · Dame blanche sur case noire d2 · Pion blanc sur case blanche g2 · Pion blanc sur case noire h2 · Tour blanche sur case blanche f1 · Roi blanc sur case noire g1 | Tour noire sur case blanche c8 · Roi noir sur case noire h8 · Pion noir sur case noire a7 · Fou noir sur case blanche b7 · Dame noire sur case noire e7 · Pion blanc sur case blanche h7 · Pion noir sur case noire b6 · Pion blanc sur case blanche d5 · Pion noir sur case noire e5 · Pion noir sur case blanche e4 · Pion blanc sur case blanche b3 · Tour blanche sur case noire e3 · Pion blanc sur case blanche a2 · Fou blanc sur case noire b2 · Tour noire sur case blanche c2 · Dame blanche sur case noire d2 · Pion blanc sur case blanche g2 · Pion blanc sur case noire h2 · Tour blanche sur case blanche f1 · Roi blanc sur case noire g1 | Tour noire sur case blanche c8 · Roi noir sur case noire h8 · Pion noir sur case noire a7 · Fou noir sur case blanche b7 · Dame noire sur case noire e7 · Pion blanc sur case blanche h7 · Pion noir sur case noire b6 · Pion blanc sur case blanche d5 · Pion noir sur case noire e5 · Pion noir sur case blanche e4 · Pion blanc sur case blanche b3 · Tour blanche sur case noire e3 · Pion blanc sur case blanche a2 · Fou blanc sur case noire b2 · Tour noire sur case blanche c2 · Dame blanche sur case noire d2 · Pion blanc sur case blanche g2 · Pion blanc sur case noire h2 · Tour blanche sur case blanche f1 · Roi blanc sur case noire g1 | Tour noire sur case blanche c8 · Roi noir sur case noire h8 · Pion noir sur case noire a7 · Fou noir sur case blanche b7 · Dame noire sur case noire e7 · Pion blanc sur case blanche h7 · Pion noir sur case noire b6 · Pion blanc sur case blanche d5 · Pion noir sur case noire e5 · Pion noir sur case blanche e4 · Pion blanc sur case blanche b3 · Tour blanche sur case noire e3 · Pion blanc sur case blanche a2 · Fou blanc sur case noire b2 · Tour noire sur case blanche c2 · Dame blanche sur case noire d2 · Pion blanc sur case blanche g2 · Pion blanc sur case noire h2 · Tour blanche sur case blanche f1 · Roi blanc sur case noire g1 | Tour noire sur case blanche c8 · Roi noir sur case noire h8 · Pion noir sur case noire a7 · Fou noir sur case blanche b7 · Dame noire sur case noire e7 · Pion blanc sur case blanche h7 · Pion noir sur case noire b6 · Pion blanc sur case blanche d5 · Pion noir sur case noire e5 · Pion noir sur case blanche e4 · Pion blanc sur case blanche b3 · Tour blanche sur case noire e3 · Pion blanc sur case blanche a2 · Fou blanc sur case noire b2 · Tour noire sur case blanche c2 · Dame blanche sur case noire d2 · Pion blanc sur case blanche g2 · Pion blanc sur case noire h2 · Tour blanche sur case blanche f1 · Roi blanc sur case noire g1 | Tour noire sur case blanche c8 · Roi noir sur case noire h8 · Pion noir sur case noire a7 · Fou noir sur case blanche b7 · Dame noire sur case noire e7 · Pion blanc sur case blanche h7 · Pion noir sur case noire b6 · Pion blanc sur case blanche d5 · Pion noir sur case noire e5 · Pion noir sur case blanche e4 · Pion blanc sur case blanche b3 · Tour blanche sur case noire e3 · Pion blanc sur case blanche a2 · Fou blanc sur case noire b2 · Tour noire sur case blanche c2 · Dame blanche sur case noire d2 · Pion blanc sur case blanche g2 · Pion blanc sur case noire h2 · Tour blanche sur case blanche f1 · Roi blanc sur case noire g1 | 5 |
| 4 | Tour noire sur case blanche c8 · Roi noir sur case noire h8 · Pion noir sur case noire a7 · Fou noir sur case blanche b7 · Dame noire sur case noire e7 · Pion blanc sur case blanche h7 · Pion noir sur case noire b6 · Pion blanc sur case blanche d5 · Pion noir sur case noire e5 · Pion noir sur case blanche e4 · Pion blanc sur case blanche b3 · Tour blanche sur case noire e3 · Pion blanc sur case blanche a2 · Fou blanc sur case noire b2 · Tour noire sur case blanche c2 · Dame blanche sur case noire d2 · Pion blanc sur case blanche g2 · Pion blanc sur case noire h2 · Tour blanche sur case blanche f1 · Roi blanc sur case noire g1 | Tour noire sur case blanche c8 · Roi noir sur case noire h8 · Pion noir sur case noire a7 · Fou noir sur case blanche b7 · Dame noire sur case noire e7 · Pion blanc sur case blanche h7 · Pion noir sur case noire b6 · Pion blanc sur case blanche d5 · Pion noir sur case noire e5 · Pion noir sur case blanche e4 · Pion blanc sur case blanche b3 · Tour blanche sur case noire e3 · Pion blanc sur case blanche a2 · Fou blanc sur case noire b2 · Tour noire sur case blanche c2 · Dame blanche sur case noire d2 · Pion blanc sur case blanche g2 · Pion blanc sur case noire h2 · Tour blanche sur case blanche f1 · Roi blanc sur case noire g1 | Tour noire sur case blanche c8 · Roi noir sur case noire h8 · Pion noir sur case noire a7 · Fou noir sur case blanche b7 · Dame noire sur case noire e7 · Pion blanc sur case blanche h7 · Pion noir sur case noire b6 · Pion blanc sur case blanche d5 · Pion noir sur case noire e5 · Pion noir sur case blanche e4 · Pion blanc sur case blanche b3 · Tour blanche sur case noire e3 · Pion blanc sur case blanche a2 · Fou blanc sur case noire b2 · Tour noire sur case blanche c2 · Dame blanche sur case noire d2 · Pion blanc sur case blanche g2 · Pion blanc sur case noire h2 · Tour blanche sur case blanche f1 · Roi blanc sur case noire g1 | Tour noire sur case blanche c8 · Roi noir sur case noire h8 · Pion noir sur case noire a7 · Fou noir sur case blanche b7 · Dame noire sur case noire e7 · Pion blanc sur case blanche h7 · Pion noir sur case noire b6 · Pion blanc sur case blanche d5 · Pion noir sur case noire e5 · Pion noir sur case blanche e4 · Pion blanc sur case blanche b3 · Tour blanche sur case noire e3 · Pion blanc sur case blanche a2 · Fou blanc sur case noire b2 · Tour noire sur case blanche c2 · Dame blanche sur case noire d2 · Pion blanc sur case blanche g2 · Pion blanc sur case noire h2 · Tour blanche sur case blanche f1 · Roi blanc sur case noire g1 | Tour noire sur case blanche c8 · Roi noir sur case noire h8 · Pion noir sur case noire a7 · Fou noir sur case blanche b7 · Dame noire sur case noire e7 · Pion blanc sur case blanche h7 · Pion noir sur case noire b6 · Pion blanc sur case blanche d5 · Pion noir sur case noire e5 · Pion noir sur case blanche e4 · Pion blanc sur case blanche b3 · Tour blanche sur case noire e3 · Pion blanc sur case blanche a2 · Fou blanc sur case noire b2 · Tour noire sur case blanche c2 · Dame blanche sur case noire d2 · Pion blanc sur case blanche g2 · Pion blanc sur case noire h2 · Tour blanche sur case blanche f1 · Roi blanc sur case noire g1 | Tour noire sur case blanche c8 · Roi noir sur case noire h8 · Pion noir sur case noire a7 · Fou noir sur case blanche b7 · Dame noire sur case noire e7 · Pion blanc sur case blanche h7 · Pion noir sur case noire b6 · Pion blanc sur case blanche d5 · Pion noir sur case noire e5 · Pion noir sur case blanche e4 · Pion blanc sur case blanche b3 · Tour blanche sur case noire e3 · Pion blanc sur case blanche a2 · Fou blanc sur case noire b2 · Tour noire sur case blanche c2 · Dame blanche sur case noire d2 · Pion blanc sur case blanche g2 · Pion blanc sur case noire h2 · Tour blanche sur case blanche f1 · Roi blanc sur case noire g1 | Tour noire sur case blanche c8 · Roi noir sur case noire h8 · Pion noir sur case noire a7 · Fou noir sur case blanche b7 · Dame noire sur case noire e7 · Pion blanc sur case blanche h7 · Pion noir sur case noire b6 · Pion blanc sur case blanche d5 · Pion noir sur case noire e5 · Pion noir sur case blanche e4 · Pion blanc sur case blanche b3 · Tour blanche sur case noire e3 · Pion blanc sur case blanche a2 · Fou blanc sur case noire b2 · Tour noire sur case blanche c2 · Dame blanche sur case noire d2 · Pion blanc sur case blanche g2 · Pion blanc sur case noire h2 · Tour blanche sur case blanche f1 · Roi blanc sur case noire g1 | Tour noire sur case blanche c8 · Roi noir sur case noire h8 · Pion noir sur case noire a7 · Fou noir sur case blanche b7 · Dame noire sur case noire e7 · Pion blanc sur case blanche h7 · Pion noir sur case noire b6 · Pion blanc sur case blanche d5 · Pion noir sur case noire e5 · Pion noir sur case blanche e4 · Pion blanc sur case blanche b3 · Tour blanche sur case noire e3 · Pion blanc sur case blanche a2 · Fou blanc sur case noire b2 · Tour noire sur case blanche c2 · Dame blanche sur case noire d2 · Pion blanc sur case blanche g2 · Pion blanc sur case noire h2 · Tour blanche sur case blanche f1 · Roi blanc sur case noire g1 | 4 |
| 3 | Tour noire sur case blanche c8 · Roi noir sur case noire h8 · Pion noir sur case noire a7 · Fou noir sur case blanche b7 · Dame noire sur case noire e7 · Pion blanc sur case blanche h7 · Pion noir sur case noire b6 · Pion blanc sur case blanche d5 · Pion noir sur case noire e5 · Pion noir sur case blanche e4 · Pion blanc sur case blanche b3 · Tour blanche sur case noire e3 · Pion blanc sur case blanche a2 · Fou blanc sur case noire b2 · Tour noire sur case blanche c2 · Dame blanche sur case noire d2 · Pion blanc sur case blanche g2 · Pion blanc sur case noire h2 · Tour blanche sur case blanche f1 · Roi blanc sur case noire g1 | Tour noire sur case blanche c8 · Roi noir sur case noire h8 · Pion noir sur case noire a7 · Fou noir sur case blanche b7 · Dame noire sur case noire e7 · Pion blanc sur case blanche h7 · Pion noir sur case noire b6 · Pion blanc sur case blanche d5 · Pion noir sur case noire e5 · Pion noir sur case blanche e4 · Pion blanc sur case blanche b3 · Tour blanche sur case noire e3 · Pion blanc sur case blanche a2 · Fou blanc sur case noire b2 · Tour noire sur case blanche c2 · Dame blanche sur case noire d2 · Pion blanc sur case blanche g2 · Pion blanc sur case noire h2 · Tour blanche sur case blanche f1 · Roi blanc sur case noire g1 | Tour noire sur case blanche c8 · Roi noir sur case noire h8 · Pion noir sur case noire a7 · Fou noir sur case blanche b7 · Dame noire sur case noire e7 · Pion blanc sur case blanche h7 · Pion noir sur case noire b6 · Pion blanc sur case blanche d5 · Pion noir sur case noire e5 · Pion noir sur case blanche e4 · Pion blanc sur case blanche b3 · Tour blanche sur case noire e3 · Pion blanc sur case blanche a2 · Fou blanc sur case noire b2 · Tour noire sur case blanche c2 · Dame blanche sur case noire d2 · Pion blanc sur case blanche g2 · Pion blanc sur case noire h2 · Tour blanche sur case blanche f1 · Roi blanc sur case noire g1 | Tour noire sur case blanche c8 · Roi noir sur case noire h8 · Pion noir sur case noire a7 · Fou noir sur case blanche b7 · Dame noire sur case noire e7 · Pion blanc sur case blanche h7 · Pion noir sur case noire b6 · Pion blanc sur case blanche d5 · Pion noir sur case noire e5 · Pion noir sur case blanche e4 · Pion blanc sur case blanche b3 · Tour blanche sur case noire e3 · Pion blanc sur case blanche a2 · Fou blanc sur case noire b2 · Tour noire sur case blanche c2 · Dame blanche sur case noire d2 · Pion blanc sur case blanche g2 · Pion blanc sur case noire h2 · Tour blanche sur case blanche f1 · Roi blanc sur case noire g1 | Tour noire sur case blanche c8 · Roi noir sur case noire h8 · Pion noir sur case noire a7 · Fou noir sur case blanche b7 · Dame noire sur case noire e7 · Pion blanc sur case blanche h7 · Pion noir sur case noire b6 · Pion blanc sur case blanche d5 · Pion noir sur case noire e5 · Pion noir sur case blanche e4 · Pion blanc sur case blanche b3 · Tour blanche sur case noire e3 · Pion blanc sur case blanche a2 · Fou blanc sur case noire b2 · Tour noire sur case blanche c2 · Dame blanche sur case noire d2 · Pion blanc sur case blanche g2 · Pion blanc sur case noire h2 · Tour blanche sur case blanche f1 · Roi blanc sur case noire g1 | Tour noire sur case blanche c8 · Roi noir sur case noire h8 · Pion noir sur case noire a7 · Fou noir sur case blanche b7 · Dame noire sur case noire e7 · Pion blanc sur case blanche h7 · Pion noir sur case noire b6 · Pion blanc sur case blanche d5 · Pion noir sur case noire e5 · Pion noir sur case blanche e4 · Pion blanc sur case blanche b3 · Tour blanche sur case noire e3 · Pion blanc sur case blanche a2 · Fou blanc sur case noire b2 · Tour noire sur case blanche c2 · Dame blanche sur case noire d2 · Pion blanc sur case blanche g2 · Pion blanc sur case noire h2 · Tour blanche sur case blanche f1 · Roi blanc sur case noire g1 | Tour noire sur case blanche c8 · Roi noir sur case noire h8 · Pion noir sur case noire a7 · Fou noir sur case blanche b7 · Dame noire sur case noire e7 · Pion blanc sur case blanche h7 · Pion noir sur case noire b6 · Pion blanc sur case blanche d5 · Pion noir sur case noire e5 · Pion noir sur case blanche e4 · Pion blanc sur case blanche b3 · Tour blanche sur case noire e3 · Pion blanc sur case blanche a2 · Fou blanc sur case noire b2 · Tour noire sur case blanche c2 · Dame blanche sur case noire d2 · Pion blanc sur case blanche g2 · Pion blanc sur case noire h2 · Tour blanche sur case blanche f1 · Roi blanc sur case noire g1 | Tour noire sur case blanche c8 · Roi noir sur case noire h8 · Pion noir sur case noire a7 · Fou noir sur case blanche b7 · Dame noire sur case noire e7 · Pion blanc sur case blanche h7 · Pion noir sur case noire b6 · Pion blanc sur case blanche d5 · Pion noir sur case noire e5 · Pion noir sur case blanche e4 · Pion blanc sur case blanche b3 · Tour blanche sur case noire e3 · Pion blanc sur case blanche a2 · Fou blanc sur case noire b2 · Tour noire sur case blanche c2 · Dame blanche sur case noire d2 · Pion blanc sur case blanche g2 · Pion blanc sur case noire h2 · Tour blanche sur case blanche f1 · Roi blanc sur case noire g1 | 3 |
| 2 | Tour noire sur case blanche c8 · Roi noir sur case noire h8 · Pion noir sur case noire a7 · Fou noir sur case blanche b7 · Dame noire sur case noire e7 · Pion blanc sur case blanche h7 · Pion noir sur case noire b6 · Pion blanc sur case blanche d5 · Pion noir sur case noire e5 · Pion noir sur case blanche e4 · Pion blanc sur case blanche b3 · Tour blanche sur case noire e3 · Pion blanc sur case blanche a2 · Fou blanc sur case noire b2 · Tour noire sur case blanche c2 · Dame blanche sur case noire d2 · Pion blanc sur case blanche g2 · Pion blanc sur case noire h2 · Tour blanche sur case blanche f1 · Roi blanc sur case noire g1 | Tour noire sur case blanche c8 · Roi noir sur case noire h8 · Pion noir sur case noire a7 · Fou noir sur case blanche b7 · Dame noire sur case noire e7 · Pion blanc sur case blanche h7 · Pion noir sur case noire b6 · Pion blanc sur case blanche d5 · Pion noir sur case noire e5 · Pion noir sur case blanche e4 · Pion blanc sur case blanche b3 · Tour blanche sur case noire e3 · Pion blanc sur case blanche a2 · Fou blanc sur case noire b2 · Tour noire sur case blanche c2 · Dame blanche sur case noire d2 · Pion blanc sur case blanche g2 · Pion blanc sur case noire h2 · Tour blanche sur case blanche f1 · Roi blanc sur case noire g1 | Tour noire sur case blanche c8 · Roi noir sur case noire h8 · Pion noir sur case noire a7 · Fou noir sur case blanche b7 · Dame noire sur case noire e7 · Pion blanc sur case blanche h7 · Pion noir sur case noire b6 · Pion blanc sur case blanche d5 · Pion noir sur case noire e5 · Pion noir sur case blanche e4 · Pion blanc sur case blanche b3 · Tour blanche sur case noire e3 · Pion blanc sur case blanche a2 · Fou blanc sur case noire b2 · Tour noire sur case blanche c2 · Dame blanche sur case noire d2 · Pion blanc sur case blanche g2 · Pion blanc sur case noire h2 · Tour blanche sur case blanche f1 · Roi blanc sur case noire g1 | Tour noire sur case blanche c8 · Roi noir sur case noire h8 · Pion noir sur case noire a7 · Fou noir sur case blanche b7 · Dame noire sur case noire e7 · Pion blanc sur case blanche h7 · Pion noir sur case noire b6 · Pion blanc sur case blanche d5 · Pion noir sur case noire e5 · Pion noir sur case blanche e4 · Pion blanc sur case blanche b3 · Tour blanche sur case noire e3 · Pion blanc sur case blanche a2 · Fou blanc sur case noire b2 · Tour noire sur case blanche c2 · Dame blanche sur case noire d2 · Pion blanc sur case blanche g2 · Pion blanc sur case noire h2 · Tour blanche sur case blanche f1 · Roi blanc sur case noire g1 | Tour noire sur case blanche c8 · Roi noir sur case noire h8 · Pion noir sur case noire a7 · Fou noir sur case blanche b7 · Dame noire sur case noire e7 · Pion blanc sur case blanche h7 · Pion noir sur case noire b6 · Pion blanc sur case blanche d5 · Pion noir sur case noire e5 · Pion noir sur case blanche e4 · Pion blanc sur case blanche b3 · Tour blanche sur case noire e3 · Pion blanc sur case blanche a2 · Fou blanc sur case noire b2 · Tour noire sur case blanche c2 · Dame blanche sur case noire d2 · Pion blanc sur case blanche g2 · Pion blanc sur case noire h2 · Tour blanche sur case blanche f1 · Roi blanc sur case noire g1 | Tour noire sur case blanche c8 · Roi noir sur case noire h8 · Pion noir sur case noire a7 · Fou noir sur case blanche b7 · Dame noire sur case noire e7 · Pion blanc sur case blanche h7 · Pion noir sur case noire b6 · Pion blanc sur case blanche d5 · Pion noir sur case noire e5 · Pion noir sur case blanche e4 · Pion blanc sur case blanche b3 · Tour blanche sur case noire e3 · Pion blanc sur case blanche a2 · Fou blanc sur case noire b2 · Tour noire sur case blanche c2 · Dame blanche sur case noire d2 · Pion blanc sur case blanche g2 · Pion blanc sur case noire h2 · Tour blanche sur case blanche f1 · Roi blanc sur case noire g1 | Tour noire sur case blanche c8 · Roi noir sur case noire h8 · Pion noir sur case noire a7 · Fou noir sur case blanche b7 · Dame noire sur case noire e7 · Pion blanc sur case blanche h7 · Pion noir sur case noire b6 · Pion blanc sur case blanche d5 · Pion noir sur case noire e5 · Pion noir sur case blanche e4 · Pion blanc sur case blanche b3 · Tour blanche sur case noire e3 · Pion blanc sur case blanche a2 · Fou blanc sur case noire b2 · Tour noire sur case blanche c2 · Dame blanche sur case noire d2 · Pion blanc sur case blanche g2 · Pion blanc sur case noire h2 · Tour blanche sur case blanche f1 · Roi blanc sur case noire g1 | Tour noire sur case blanche c8 · Roi noir sur case noire h8 · Pion noir sur case noire a7 · Fou noir sur case blanche b7 · Dame noire sur case noire e7 · Pion blanc sur case blanche h7 · Pion noir sur case noire b6 · Pion blanc sur case blanche d5 · Pion noir sur case noire e5 · Pion noir sur case blanche e4 · Pion blanc sur case blanche b3 · Tour blanche sur case noire e3 · Pion blanc sur case blanche a2 · Fou blanc sur case noire b2 · Tour noire sur case blanche c2 · Dame blanche sur case noire d2 · Pion blanc sur case blanche g2 · Pion blanc sur case noire h2 · Tour blanche sur case blanche f1 · Roi blanc sur case noire g1 | 2 |
| 1 | Tour noire sur case blanche c8 · Roi noir sur case noire h8 · Pion noir sur case noire a7 · Fou noir sur case blanche b7 · Dame noire sur case noire e7 · Pion blanc sur case blanche h7 · Pion noir sur case noire b6 · Pion blanc sur case blanche d5 · Pion noir sur case noire e5 · Pion noir sur case blanche e4 · Pion blanc sur case blanche b3 · Tour blanche sur case noire e3 · Pion blanc sur case blanche a2 · Fou blanc sur case noire b2 · Tour noire sur case blanche c2 · Dame blanche sur case noire d2 · Pion blanc sur case blanche g2 · Pion blanc sur case noire h2 · Tour blanche sur case blanche f1 · Roi blanc sur case noire g1 | Tour noire sur case blanche c8 · Roi noir sur case noire h8 · Pion noir sur case noire a7 · Fou noir sur case blanche b7 · Dame noire sur case noire e7 · Pion blanc sur case blanche h7 · Pion noir sur case noire b6 · Pion blanc sur case blanche d5 · Pion noir sur case noire e5 · Pion noir sur case blanche e4 · Pion blanc sur case blanche b3 · Tour blanche sur case noire e3 · Pion blanc sur case blanche a2 · Fou blanc sur case noire b2 · Tour noire sur case blanche c2 · Dame blanche sur case noire d2 · Pion blanc sur case blanche g2 · Pion blanc sur case noire h2 · Tour blanche sur case blanche f1 · Roi blanc sur case noire g1 | Tour noire sur case blanche c8 · Roi noir sur case noire h8 · Pion noir sur case noire a7 · Fou noir sur case blanche b7 · Dame noire sur case noire e7 · Pion blanc sur case blanche h7 · Pion noir sur case noire b6 · Pion blanc sur case blanche d5 · Pion noir sur case noire e5 · Pion noir sur case blanche e4 · Pion blanc sur case blanche b3 · Tour blanche sur case noire e3 · Pion blanc sur case blanche a2 · Fou blanc sur case noire b2 · Tour noire sur case blanche c2 · Dame blanche sur case noire d2 · Pion blanc sur case blanche g2 · Pion blanc sur case noire h2 · Tour blanche sur case blanche f1 · Roi blanc sur case noire g1 | Tour noire sur case blanche c8 · Roi noir sur case noire h8 · Pion noir sur case noire a7 · Fou noir sur case blanche b7 · Dame noire sur case noire e7 · Pion blanc sur case blanche h7 · Pion noir sur case noire b6 · Pion blanc sur case blanche d5 · Pion noir sur case noire e5 · Pion noir sur case blanche e4 · Pion blanc sur case blanche b3 · Tour blanche sur case noire e3 · Pion blanc sur case blanche a2 · Fou blanc sur case noire b2 · Tour noire sur case blanche c2 · Dame blanche sur case noire d2 · Pion blanc sur case blanche g2 · Pion blanc sur case noire h2 · Tour blanche sur case blanche f1 · Roi blanc sur case noire g1 | Tour noire sur case blanche c8 · Roi noir sur case noire h8 · Pion noir sur case noire a7 · Fou noir sur case blanche b7 · Dame noire sur case noire e7 · Pion blanc sur case blanche h7 · Pion noir sur case noire b6 · Pion blanc sur case blanche d5 · Pion noir sur case noire e5 · Pion noir sur case blanche e4 · Pion blanc sur case blanche b3 · Tour blanche sur case noire e3 · Pion blanc sur case blanche a2 · Fou blanc sur case noire b2 · Tour noire sur case blanche c2 · Dame blanche sur case noire d2 · Pion blanc sur case blanche g2 · Pion blanc sur case noire h2 · Tour blanche sur case blanche f1 · Roi blanc sur case noire g1 | Tour noire sur case blanche c8 · Roi noir sur case noire h8 · Pion noir sur case noire a7 · Fou noir sur case blanche b7 · Dame noire sur case noire e7 · Pion blanc sur case blanche h7 · Pion noir sur case noire b6 · Pion blanc sur case blanche d5 · Pion noir sur case noire e5 · Pion noir sur case blanche e4 · Pion blanc sur case blanche b3 · Tour blanche sur case noire e3 · Pion blanc sur case blanche a2 · Fou blanc sur case noire b2 · Tour noire sur case blanche c2 · Dame blanche sur case noire d2 · Pion blanc sur case blanche g2 · Pion blanc sur case noire h2 · Tour blanche sur case blanche f1 · Roi blanc sur case noire g1 | Tour noire sur case blanche c8 · Roi noir sur case noire h8 · Pion noir sur case noire a7 · Fou noir sur case blanche b7 · Dame noire sur case noire e7 · Pion blanc sur case blanche h7 · Pion noir sur case noire b6 · Pion blanc sur case blanche d5 · Pion noir sur case noire e5 · Pion noir sur case blanche e4 · Pion blanc sur case blanche b3 · Tour blanche sur case noire e3 · Pion blanc sur case blanche a2 · Fou blanc sur case noire b2 · Tour noire sur case blanche c2 · Dame blanche sur case noire d2 · Pion blanc sur case blanche g2 · Pion blanc sur case noire h2 · Tour blanche sur case blanche f1 · Roi blanc sur case noire g1 | Tour noire sur case blanche c8 · Roi noir sur case noire h8 · Pion noir sur case noire a7 · Fou noir sur case blanche b7 · Dame noire sur case noire e7 · Pion blanc sur case blanche h7 · Pion noir sur case noire b6 · Pion blanc sur case blanche d5 · Pion noir sur case noire e5 · Pion noir sur case blanche e4 · Pion blanc sur case blanche b3 · Tour blanche sur case noire e3 · Pion blanc sur case blanche a2 · Fou blanc sur case noire b2 · Tour noire sur case blanche c2 · Dame blanche sur case noire d2 · Pion blanc sur case blanche g2 · Pion blanc sur case noire h2 · Tour blanche sur case blanche f1 · Roi blanc sur case noire g1 | 1 |
|   | a | b | c | d | e | f | g | h |   |

Zukertort - Blackburne, Londres, 1883
1. c4 e6 2. e3 Cf6 3. Cf3 b6 4. Fe2 Fb7 5. 0-0 d5 6. d4 Fd6 7. Cc3 0-0 8. b3 Cbd7 9. Fb2 De7 10. Cb5 Ce4 11. Cxd6 cxd6 12. Cd2 Cdf6 13. f3 Cxd2 14. Dxd2 dxc4 15. Fxc4 d5 16. Fd3 Tfc8 17. Tae1 Tc7 18. e4 Tac8 19. e5 Ce8 20. f4 g6 21. Te3 f5 22. exf6 e.p. Cxf6 23. f5! ce4 24. Fxe4 dxe4 25. fxg6! Tc2 26. gxh7+ Rh8 27. d5+ e5 28. Db4!! T8c5 (si 28...Dxb4, alors 29. Fxe5+ Rxh7 30. Th3+ Rg6 31. Tf6+ suivi de 32. Tg3+, 33. Tf5+ ou 33. Tf7+,  puis 34. Ff4+ et mat au trente-cinquième coup) 29. Tf8+!! (si 29...Dxf8 alors 30. Fxe5+ Rxh7 31. Dxe4+) 29...Rxh7 30. Dxe4+ Rg7 31. Fxe5+ (31. Tg8+ menait directement au mat après 31...Rxg8 32. Dg6+ Dg7 33. De8+ Df8 34. Tg3+ Rh7 33. Dh5+ Dh6 36. Df7+) 31...Rxf8 32. Fg7+!! Rg8 33. Dxe7 1-0.